# Melnyikovo (Tomszki terület)

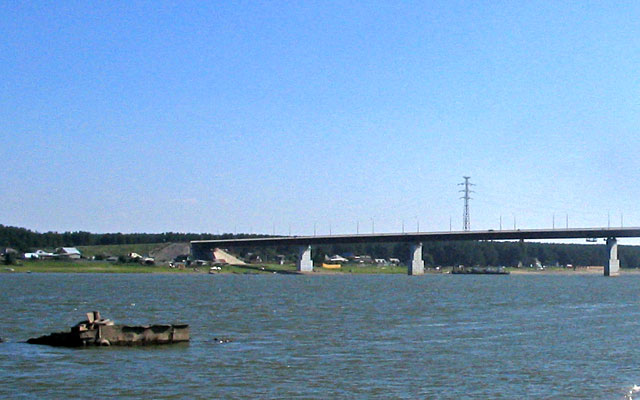
Híd az Obon Melnyikovo mellett

Melnyikovo (oroszul: Мельниково) falu Oroszország Tomszki területén, Nyugat-Szibériában, a Segarkai járás székhelye, közúti csomópont.
Népessége: 8377 fő (a 2010. évi népszámláláskor).

## Elhelyezkedése
A Tomszki terület déli részén, Tomszk területi székhelytől 60 km-re nyugatra, az Ob bal partjától 4 km-re helyezkedik el. 1938 óta a Segarkai járás székhelye.
A falu mellett közúti híd épült az Obon. Az 5880 m (a folyómeder feletti rész 645 m) hosszú átkelőt 1982-ben kezdték építeni és 1987 őszén adták át a forgalomnak. A Tomszki területen ez az egyetlen közúti híd az Obon, amely biztosítja a kapcsolatot a terület bal parti járásai és Tomszk területi székhely között.